# Copa Samartzidis
La Copa Samartzidis (en griego Σαμαρτζίδης Καπ, en inglés Samartzidis Cup) es una competición de waterpolo creado en 1997 por el COC  para selecciones internacionales que se ha celebrado en diversas localidades de Grecia. El trofeo es en honor del waterpolista y nadador griego internacional Nontas Samartzidis (Νώντας Σαμαρτζίδης).
El torneo está incluido en el calendario oficial de la LEN.

## Historial
Estos son los ganadores de Copa:
| Año  | Oro                 | Plata           | Bronce             |
| ---- | ------------------- | --------------- | ------------------ |
| 2017 | Hungría             | España          |                    |
| 2013 | Italia              | Hungría         | Serbia             |
| 2012 | Montenegro          | Serbia          | España             |
| 2011 | Hungría             | España          | Grecia             |
| 2010 | Eslovaquia          | Grecia          | Rusia              |
| 2009 | Rusia femenino      | Grecia femenino | Australia femenino |
| 2008 | Grecia              | Montenegro      | Serbia             |
| 2007 | Serbia              | Grecia          | España             |
| 2006 | Italia              | Grecia          | Serbia             |
| 2005 | Croacia             |                 |                    |
| 2003 | Serbia y Montenegro |                 |                    |
| 2002 | Grecia              |                 |                    |
| 2001 | Croacia             |                 |                    |
| 1999 | Grecia              |                 |                    |
| 1998 | Italia              |                 |                    |
| 1997 | Grecia              |                 |                    |